# کریستوفر لنز
کریستوفر لنز (انگلیسی: Christopher Lenz؛ زادهٔ ۲۲ سپتامبر ۱۹۹۴) بازیکن فوتبال اهل آلمان است.
از باشگاه‌هایی که در آن بازی کرده‌است می‌توان به باشگاه فوتبال آینتراخت فرانکفورت، باشگاه فوتبال هولشتاین کیل، و باشگاه فوتبال یونیون برلین اشاره کرد.
وی همچنین در تیم‌های ملی فوتبال جوانان آلمان و جوانان آلمان بازی کرده‌است.